# Bacchisa kusamai
Bacchisa kusamai es una especie de escarabajo longicornio del género Bacchisa, tribu Astathini, subfamilia Lamiinae. Fue descrita científicamente por A. Saito en 1999.

## Descripción
Mide 8-9,2 milímetros de longitud.

## Distribución
Se distribuye por Vietnam.